# Erwin Lange (Politiker)
Erwin Lange (* 10. Mai 1914 in Essen; † 30. Oktober 1991 ebenda) war ein deutscher Politiker der SPD.

## Leben und Beruf
Nach dem Mittelschulabschluss begann Lange, der evangelischen Glaubens war, 1930 zunächst eine kaufmännische Lehre, die er jedoch nach einem Jahr abbrach. Anschließend absolvierte er eine Lehre zum Schriftsetzer und arbeitete auch in diesem Beruf. Nach seiner Freilassung aus der Haft wurde Lange 1942 zur Wehrmacht eingezogen und war bis Kriegsende Soldat im Strafbataillon 999. 1947 legte er die Lehrmeisterprüfung ab und war Betriebsleiter einer Druckerei in Essen.

## Partei
Lange schloss sich Ende der 1920er Jahre der sozialdemokratischen Jugendorganisation Sozialistische Arbeiterjugend (SAJ) an. Mit deren linkem Flügel trat er 1931 zur SAPD über und leitete die Essener Gruppe des SAPD-Jugendverbandes SJVD. 1932 kam er in Kontakt mit den rätekommunistischen Roten Kämpfern, welchen er sich wenig später anschloss. Nach der Machtergreifung der NSDAP 1933 war er zeitweise Leiter der Roten Kämpfer in Essen, zog sich 1935 aber weitgehend aus der aktiven Arbeit zurück. Im Rahmen der reichsweiten Razzien gegen die Organisation wurde er im Dezember 1936 von der Gestapo verhaftet und vom OLG Hamm im August 1937 wegen Vorbereitung zum Hochverrat zu dreieinhalb Jahren Zuchthaus verurteilt. Diese musste er im Moorarbeitslager verbüßen. Lange trat 1945 in die SPD ein.

## Abgeordneter
Lange gehörte dem Deutschen Bundestag seit dessen erster Wahl 1949 bis 1980 an. Er wurde 1949 und ab 1961 im Wahlkreis Essen I direkt ins Parlament gewählt, 1953 und 1957 zog er über die Landesliste in den Bundestag ein. Von 1957 bis 1965 war er stellvertretender Vorsitzender des Bundestagsausschusses für Mittelstandsfragen. 1965 bis 1969 stand er dem Beirat des Bundestages für handelspolitische Vereinbarungen vor.
Lange gehörte neben Ludwig Erhard, Hermann Götz, Gerhard Schröder (alle CDU), Richard Jaeger, Franz Josef Strauß, Richard Stücklen (alle CSU), Erich Mende (FDP, später CDU), R. Martin Schmidt und Herbert Wehner (beide SPD) zu den zehn Abgeordneten, die die ersten 25 Jahre seit der Bundestagswahl 1949 ununterbrochen dem Parlament angehörten. Bei seinem Ausscheiden aus dem Parlament 1980 war er einer von noch sieben Abgeordneten, die seit der ersten Legislaturperiode im Bundestag gewesen waren.
Vom 21. Januar 1970 bis 1984 gehörte Lange auch dem Europaparlament an, wo er von 1970 bis 1975 Vorsitzender des Wirtschaftsausschusses war und von 1978 bis zu seinem Ausscheiden nach der zweiten Direktwahl des Europaparlaments (1984) den Haushaltsausschuss leitete. In der Parlamentarischen Versammlung der NATO leitete er von 1977 bis 1982 den Wirtschaftsausschuss.

## Veröffentlichungen
- Erinnerungen an 1949. In: Horst Ferdinand (Hrsg.): Beginn in Bonn. Erinnerungen an den ersten Deutschen Bundestag. Freiburg im Breisgau 1985, S. 122–134.